# Associazione Ricreativa Circoli Omosessuali
ARCO, acronimo di Associazione Ricreativa Circoli Omosessuali, è una Onlus che riunisce diversi Circoli Privati ed Associazioni LGBT italiane. Al 31 dicembre 2016 l'associazione contava 204.070 iscritti, di cui 192.601 uomini e 11.469 donne. Fondata nel 2012 con il nome di ANDDOS (Associazione Nazionale Contro le Discriminazioni da Orientamento Sessuale), ha cambiato denominazione in ARCO nel maggio 2018, in seguito alle polemiche generate da un'inchiesta del programma Le Iene sui casi di prostituzione all'interno dei circoli.

## Obiettivi e attività
ARCO si pone da statuto l'obiettivo di favorire la costituzione e il coordinamento a livello nazionale di circoli privati, club e associazioni all'interno dei quali si possa manifestare appieno la propria dimensione sessuale, e partecipare alla vita sociale e politica della comunità LGBTI. ARCO fornisce ai circoli supporto tecnico-amministrativo, giuridico e valoriale, finanziando inoltre in maniera mirata a le iniziative compatibili con il proprio scopo sociale. Le attività che propone l'associazione sono: i centri di ascolto e antiviolenza, i circoli affiliati, One Question

### I Centri di Ascolto e Antiviolenza (CAA)
I Centri di Ascolto e Antiviolenza sono presidi sia per le persone etero, gay, lesbiche, bisex, trans, intersex. I CAA forniscono supporto psicologico, medico e legale. I CAA hanno una funzione di prevenzione informazione, e sensibilizzazione contro AIDS e malattie sessualmente trasmissibili ma anche di socializzazione e lotta contro l'omotransfobia e contro il bullismo in generale.

### I Circoli affiliati
I circoli Anddos sono una rete di realtà ricreative, saune, bar, discoteche, associazioni culturali. Sono dedicate e pensate per persone LGBTI e per persone eterosessuali. All'interno di questi luoghi ci sono attività di prevenzione, supporto medico-psicologico e distribuzione gratuita di profilattici.

### One Question
One Question è un portale online dove gli utenti possono fare domande su sesso, salute, sessualità, famiglia e prevenzione senza filtri e in completo anonimato. Ogni risposta è data da un esperto del settore.

## Congressi
Il primo congresso nazionale si è svolto a Roma nel mese di maggio dell'anno 2013. È stato eletto Mario Marco Canale che è stato il primo presidente nazionale di ANDDOS per poi dimettersi nel 2017.
Il secondo congresso nazionale si è tenuto dal 16 al 18 maggio 2018 con il titolo Time for Change nel quale si è deciso di cambiare il nome dell'associazione in ARCO (Associazione Ricreativa Circoli Omosessuali).

## Presidenti
Mario Marco Canale è stato il primo presidente di ANDDOS. Si è dimesso nel 2017 in seguito all'inchiesta delle Iene.
Roberto Dartenuc è stato eletto dopo le dimissioni di Canale con funzione di garante fino al congresso dell'associazione. Con il secondo congresso si è confermato Roberto Dartenuc.

## Controversie
Nel 2017 un'inchiesta del programma Le Iene ha denunciato che in un circolo privato affiliato all'ANDDOS si sarebbero praticati sesso di gruppo e prostituzione maschile. L'inchiesta contestava in particolare un finanziamento pubblico di 55.000 euro ricevuto grazie a un bando dell'UNAR, che secondo gli autori dell'inchiesta sarebbe servito a finanziare tali attività (sebbene l'erogazione dei fondi fosse legata a dei progetti mirati sulla discriminazione e non all'associazione in quanto tale).
Nel luglio 2018 tutte le accuse relative al bando cadono e la Corte dei Conti conferma che non si è verificata alcuna irregolarità nella vicenda.